# Giovanni Battista Tarò
Giovanni Battista Tarò (fl. XX secolo) è stato un allenatore di calcio italiano.

## Carriera
Noto anche come Baciccia o Giobatta, Tarò era considerato il massimo esperto di calcio a Savona e divenne l'allenatore del locale sodalizio cittadino sin dal 26 giugno 1907, sei giorni dopo la fondazione del club.
Guidò la Fratellanza Ginnastica Savonese nel suo primo campionato ufficiale, la Terza Categoria 1909-1910, ottenendo il secondo posto nel gironcino finale della Liguria, alle spalle della terza squadra dell'Andrea Doria. Nella stagione 1912-13 guida la sua squadra, divenuta Savona F.B.C., sino al secondo turno delle qualificazioni pre-campionato valide per l'accesso alla massima serie, perdendo il confronto con il Racing Libertas Club. Sempre in quella stagione riesce però ad ottenere la promozione nella categoria superiore al termine della Promozione 1912-1913.
Nelle due successive stagioni in massima serie, Tarò ottiene nel girone ligure-piemontese l'ottavo posto nel 1913-14 ed il quarto in quello seguente.
Nella stagione 1915-1916 a causa dell'intervento italiano nella Grande Guerra il normale campionato è sospeso e sostituito dalla Coppa Federale, in cui Tarò con i biancoblu ottiene il terzo ed ultimo posto del Girone E.
Sempre negli anni della guerra Tarò guida il Savona al quinto posto della Coppa Liguria.
Tarò terminò la sua esperienza alla guida del club ligure nel 1919.